# Sept-Îles
Sept-Îles es una ciudad de la provincia de Quebec, Canadá. Está ubicada en el condado regional de Sept-Rivières y a su vez, en la región administrativa de Côte-Nord. Hace parte de las circunscripciones electorales de Duplessis a nivel provincial y de Manicouagan a nivel federal.

## Geografía
Sept-Îles se encuentra ubicada en las coordenadas 50°12′00″N 66°23′00″O / 50.20000, -66.38333. Según Statistics Canada, tiene una superficie total de 1764,13 km² y es una de las 1135 municipalidades en las que está dividido administrativamente el territorio de la provincia de Quebec.

### Clima
| Parámetros climáticos promedio de Sept-Îles (1981−2010)              | Parámetros climáticos promedio de Sept-Îles (1981−2010) | Parámetros climáticos promedio de Sept-Îles (1981−2010) | Parámetros climáticos promedio de Sept-Îles (1981−2010) | Parámetros climáticos promedio de Sept-Îles (1981−2010) | Parámetros climáticos promedio de Sept-Îles (1981−2010) | Parámetros climáticos promedio de Sept-Îles (1981−2010) | Parámetros climáticos promedio de Sept-Îles (1981−2010) | Parámetros climáticos promedio de Sept-Îles (1981−2010) | Parámetros climáticos promedio de Sept-Îles (1981−2010) | Parámetros climáticos promedio de Sept-Îles (1981−2010) | Parámetros climáticos promedio de Sept-Îles (1981−2010) | Parámetros climáticos promedio de Sept-Îles (1981−2010) | Parámetros climáticos promedio de Sept-Îles (1981−2010) |
| Mes                                                                  | Ene.                                                    | Feb.                                                    | Mar.                                                    | Abr.                                                    | May.                                                    | Jun.                                                    | Jul.                                                    | Ago.                                                    | Sep.                                                    | Oct.                                                    | Nov.                                                    | Dic.                                                    | Anual                                                   |
| -------------------------------------------------------------------- | ------------------------------------------------------- | ------------------------------------------------------- | ------------------------------------------------------- | ------------------------------------------------------- | ------------------------------------------------------- | ------------------------------------------------------- | ------------------------------------------------------- | ------------------------------------------------------- | ------------------------------------------------------- | ------------------------------------------------------- | ------------------------------------------------------- | ------------------------------------------------------- | ------------------------------------------------------- |
| Temp. máx. abs. (°C)                                                 | 10.0                                                    | 10.6                                                    | 16.4                                                    | 22.8                                                    | 29.4                                                    | 37.4                                                    | 33.9                                                    | 35.6                                                    | 30.0                                                    | 25.6                                                    | 17.2                                                    | 9.4                                                     | 37.4                                                    |
| Temp. máx. media (°C)                                                | −9.8                                                    | −7.9                                                    | -1.9                                                    | 4.0                                                     | 10.7                                                    | 16.5                                                    | 19.5                                                    | 19.1                                                    | 14.2                                                    | 7.8                                                     | 1.0                                                     | -5.6                                                    | 5.6                                                     |
| Temp. media (°C)                                                     | -15.3                                                   | -13.6                                                   | -6.8                                                    | 0.2                                                     | 6.2                                                     | 11.8                                                    | 15.2                                                    | 14.4                                                    | 9.8                                                     | 3.7                                                     | -2.9                                                    | -10.5                                                   | 1.0                                                     |
| Temp. mín. media (°C)                                                | −20.8                                                   | −19.3                                                   | −11.7                                                   | -3.7                                                    | 1.7                                                     | 7.0                                                     | 10.8                                                    | 9.8                                                     | 5.3                                                     | -0.4                                                    | −6.7                                                    | −15.3                                                   | -3.6                                                    |
| Temp. mín. abs. (°C)                                                 | −45.6                                                   | −43.3                                                   | −37.2                                                   | −26.4                                                   | −16.1                                                   | −7.8                                                    | -3.3                                                    | -0.7                                                    | −7.8                                                    | −18.9                                                   | −28.9                                                   | −38.3                                                   | −45.6                                                   |
| Precipitación total (mm)                                             | 81.7                                                    | 68.6                                                    | 81.3                                                    | 92.1                                                    | 86.9                                                    | 99.1                                                    | 104.4                                                   | 84.4                                                    | 108.7                                                   | 104.1                                                   | 109.2                                                   | 99.4                                                    | 1119.9                                                  |
| Lluvias (mm)                                                         | 8.3                                                     | 13.9                                                    | 24.4                                                    | 49.2                                                    | 76.7                                                    | 99.1                                                    | 104.4                                                   | 84.4                                                    | 108.7                                                   | 98.0                                                    | 62.4                                                    | 18.1                                                    | 747.5                                                   |
| Nevadas (cm)                                                         | 84.1                                                    | 59.7                                                    | 57.8                                                    | 36.4                                                    | 8.1                                                     | 0.0                                                     | 0.0                                                     | 0.0                                                     | 0.05                                                    | 5.3                                                     | 46.0                                                    | 87.2                                                    | 384.6                                                   |
| Días de precipitaciones (≥ 0.2 mm)                                   | 16.5                                                    | 13.4                                                    | 13.7                                                    | 12.7                                                    | 13.8                                                    | 13.6                                                    | 16.4                                                    | 14.1                                                    | 13.7                                                    | 15.5                                                    | 14.9                                                    | 15.6                                                    | 173.8                                                   |
| Días de lluvias (≥ 0.2 mm)                                           | 1.4                                                     | 1.6                                                     | 3.9                                                     | 7.8                                                     | 13.2                                                    | 13.6                                                    | 16.4                                                    | 14.1                                                    | 13.8                                                    | 14.4                                                    | 8.3                                                     | 2.7                                                     | 111.0                                                   |
| Días de nevadas (≥ 0.2 cm)                                           | 16.4                                                    | 12.5                                                    | 12.4                                                    | 7.7                                                     | 1.7                                                     | 0.0                                                     | 0.0                                                     | 0.0                                                     | 0.1                                                     | 2.5                                                     | 9.7                                                     | 14.8                                                    | 77.7                                                    |
| Horas de sol                                                         | 104.0                                                   | 134.4                                                   | 150.8                                                   | 170.1                                                   | 223.4                                                   | 221.2                                                   | 240.9                                                   | 220.4                                                   | 154.0                                                   | 131.2                                                   | 93.5                                                    | 93.7                                                    | 1937.6                                                  |
| Fuente: Environment Canada, (sun 1961−1990), Clarke City (1903−1944) |                                                         |                                                         |                                                         |                                                         |                                                         |                                                         |                                                         |                                                         |                                                         |                                                         |                                                         |                                                         |                                                         |

## Demografía
Según el censo de 2011, había 25 686 personas residiendo en esta ciudad con una densidad poblacional de 14,6 hab./km². Los datos del censo mostraron que de las 25 514 personas censadas en 2006, en 2011 hubo un aumento poblacional de 172 habitantes (0,7%). El número total de inmuebles particulares resultó de 12 029 con una densidad de 6,82 inmuebles por km². El número total de viviendas particulares que se encontraban ocupadas por residentes habituales fue de 11 221.